# Erik Sjöberg
Erik Sjöberg, noto anche con lo pseudonimo di Vitalis (Ludgo, 14 gennaio 1794 – Stoccolma, 4 marzo 1828), è stato un poeta svedese.
Di umilissime origini, riuscì comunque a frequentare l'università di Uppsala, dove si laureò nel 1824. Dal 1820 iniziò a riscuotere apprezzamento come poeta romantico, ma non raggiunse mai la tranquillità economica, e per sostentarsi fu insegnante privato e tradusse opere di Thomas Moore e Washington Irving. Fu amico di Karl August Nicander. La sua salute già debole peggiorò negli ultimi anni, fino alla morte nel 1828 per tubercolosi.